# Нуксак (Вашингтон)
Нуксак (англ. Nooksack) — місто (англ. city) в США, в окрузі Вотком штату Вашингтон. Населення — 1471 особа (2020).

## Географія
Нуксак розташований за координатами 48°55′40″ пн. ш. 122°19′17″ зх. д. / 48.92778° пн. ш. 122.32139° зх. д. (48.927675, -122.321301).  За даними Бюро перепису населення США в 2010 році місто мало площу 1,82 км², уся площа — суходіл.

## Демографія
Згідно з переписом 2010 року, у місті мешкало 1338 осіб у 434 домогосподарствах у складі 357 родин. Густота населення становила 733 особи/км².  Було 457 помешкань (250/км²).
Расовий склад населення:
| - 81,4 % — білих - 2,3 % — корінних американців - 1,6 % — азіатів - 0,1 % — вихідців з тихоокеанських островів - 0,1 % — чорних або афроамериканців - 9,4 % — осіб інших рас |

До двох чи більше рас належало 4,9 %. Частка іспаномовних становила 17,9 % від усіх жителів.
За віковим діапазоном населення розподілялося таким чином: 31,8 % — особи молодші 18 років, 60,6 % — особи у віці 18—64 років, 7,6 % — особи у віці 65 років та старші. Медіана віку мешканця становила 29,6 року. На 100 осіб жіночої статі у місті припадало 97,6 чоловіків;  на 100 жінок у віці від 18 років та старших — 98,9 чоловіків також старших 18 років.
Середній дохід на одне домашнє господарство  становив 62 419 доларів США (медіана — 61 146), а середній дохід на одну сім'ю — 66 358 доларів (медіана — 65 561). За межею бідності перебувало 11,0 % осіб, у тому числі 11,1 % дітей у віці до 18 років та 10,6 % осіб у віці 65 років та старших.
Цивільне працевлаштоване населення становило 832 особи. Основні галузі зайнятості: роздрібна торгівля — 18,4 %, освіта, охорона здоров'я та соціальна допомога — 17,7 %, виробництво — 13,0 %, будівництво — 11,5 %.